# Schülerhilfe
Schülerhilfe ist eine Marke der ZGS Bildungs-GmbH mit Sitz in Gelsenkirchen. Neben dem Studienkreis zählt sie zu den führenden Anbietern von Nachhilfe in Deutschland und Österreich.

## Profil
Seit 1974 bietet die Schülerhilfe Nachhilfe in kleinen Gruppen von ein bis fünf Schülern in allen gängigen Fächern, für alle Klassen und Schularten. An rund 1.200 Standorten fördert sie über 140.000 Schüler der Primar- und Sekundarstufe jährlich und bietet neben Nachhilfe auch Prüfungsvorbereitungskurse und Ferienkurse an. Die Schülerhilfe ist seit 1983 auch als Franchise-Geberin aktiv: 66 Prozent der Nachhilfeschulen des Unternehmens werden von Franchisepartnern in Deutschland und Österreich betrieben.

## Geschichte
Gegründet wurde die Schülerhilfe 1974 von den Abiturienten Jürgen Birkner und Jürgen Gratze in Gelsenkirchen. 1983 entstand die erste Franchise-Schülerhilfe in Soest, die erste Schülerhilfe in Österreich wurde 1988 eröffnet. 1998 verkauften Jürgen Birkner und Jürgen Gratze die Schülerhilfe an das amerikanische Unternehmen Sylvan Learning System. Zu diesem Zeitpunkt hatte die Schülerhilfe 900 Nachhilfeschulen (700 im Franchise und 200 eigene Niederlassungen).
2009 kauften die deutschen Private-Equity-Gesellschaften Paragon Partners (München) und Syntegra Capital (London) die ZGS Bildungs-GmbH – ein Vorgang, den die Fachwelt kritisch kommentierte.
Im Herbst 2013 verkauften die neuen Eigentümer das Unternehmen an die Deutsche Beteiligungs AG weiter.
Diese veräußerte es 2017 für 250 Mio. Euro an den britischen Finanzinvestor Oakley Capital. Zum Portfolio der Oakley Capital gehört seit 2017 unter anderem auch die IU Internationale Hochschule, die am schnellsten wachsende Hochschulgruppe in Deutschland mit weiter über 100.000 Studierenden.